# Alida Knös
Alida Maria Knös, född Olbers 1786 i Fors, död 1855 i Uppsala, var en svensk salongsvärdinna. Hon höll en litterär salong i Uppsala och var känd för sin romantiska originalitet.

## Biografi
Alida Knös föddes i fadern Levinius Olbers tredje äktenskap med Anna Mariana Ahlberg, och hon blev faderlös redan vid åtta års ålder. Modern flyttade då med de yngsta barnen från Högärdet till sitt fädernehem, Åsbräcka i Västergötland. Den unga Alida Knös har beskrivits som ”en hänförande och talangfull flicka på 17 år, -- en magnet som drog bygdens unga män, särskilt litteratörerna och konstnärerna till hennes moders gästfria boning”. Hon var musikalisk och komponerade, sjöng och spelade klaver. 
År 1810 gifte hon sig med Gustav Knös, professor i grekiska och österländska språk. Han prästvigdes 1817 och blev prebendekyrkoherde i Västeråker och Dalby pastorat. Gustav Knös hade redan i barndomshemmet kommit i beröring med Swedenborgs läror, och var klart påverkad av dem. Därför tog han avstånd från kyrkans lära om treenigheten och försoningen. Paret fick två döttrar. Den äldsta dottern Nanny dog 1821, knappt nio år gammal. Vid makens död 1828 blev Alida Knös ensam med sin 13-åriga dotter Thekla Knös. Genom Erik Gustaf Geijers förbön hos Karl XIV Johan ordnades en liten pension för dem.
Alida och Thekla Knös kallades i Uppsala ”de små knösarna”, och deras hem ”det lilla fågelboet”. Dit gick många av stadens litterära och musikaliska män efter att ha besökt Malla Silfverstolpes mer storslagna salong. Kvällen inleddes med högläsning, ofta ur deltagarnas egna skrifter. Den kunde avbrytas av frågor och diskussioner där kvinnorna spelade en aktiv roll. Efter middagen framfördes musik. I ”det lilla fågelboet” lekte man charader, sjöng och instiftade en Pimpinella Orden i idylliserad Bellmansstil. Möblerna var klädda med siden och delar av inredningen övervuxen med trädgårdsväxter. Romantikens natur- och fantasidyrkan flyttade in i det senromantiska borgerliga idealhemmet. I företalet till Gluntarne har Gunnar Wennerberg gett en kärleksfull skildring av deras hem, ”där de, omgivna av blommor och tavlor, levde ett liv, som endast i nödfall fick vara verklighetens”.
Alida Knös avled 1855 och hon är begravd i familjegraven på Gamla kyrkogården i Uppsala.